# Wat Phra Yuen (Sukhothai)

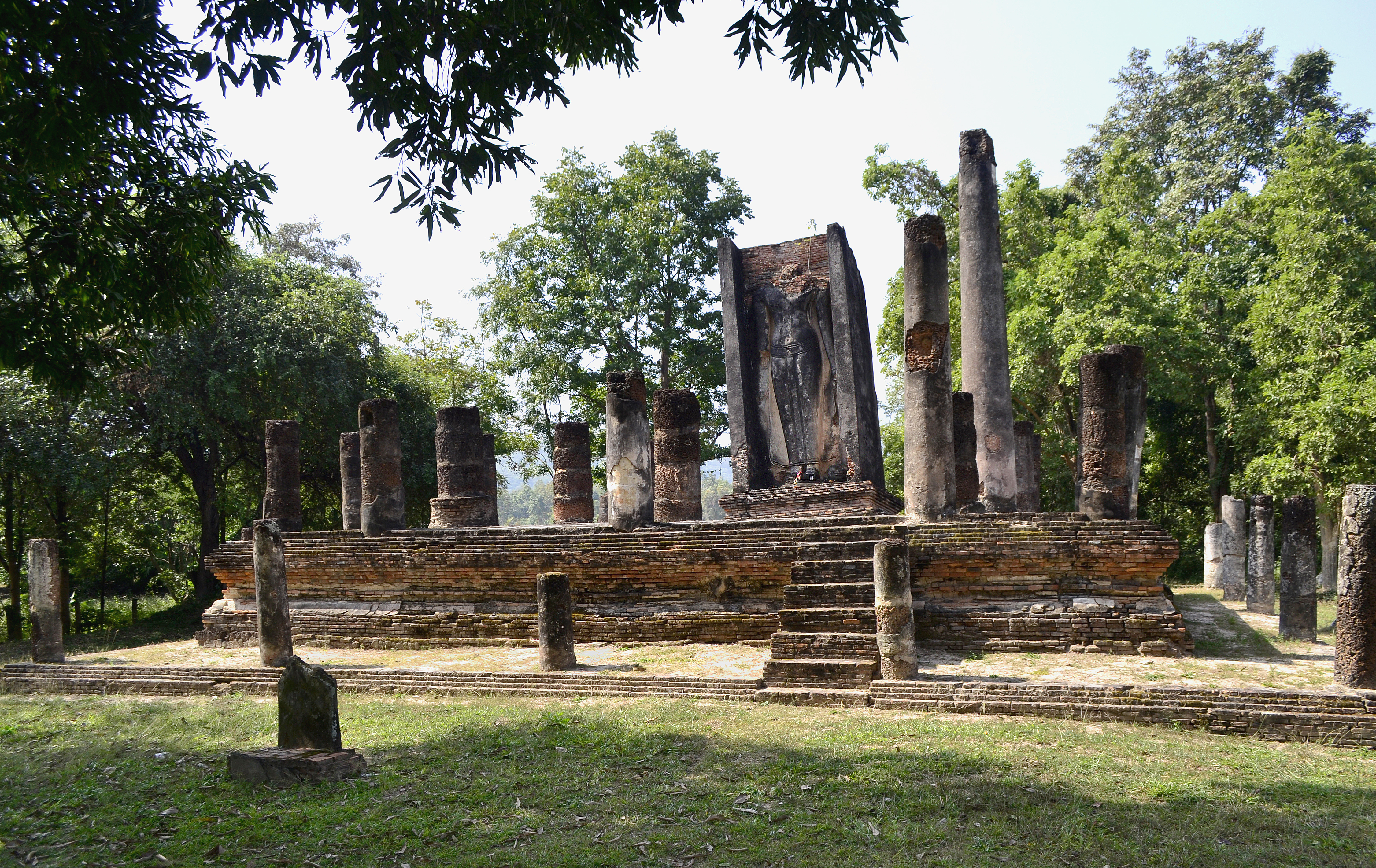
Wat Phra Yuen

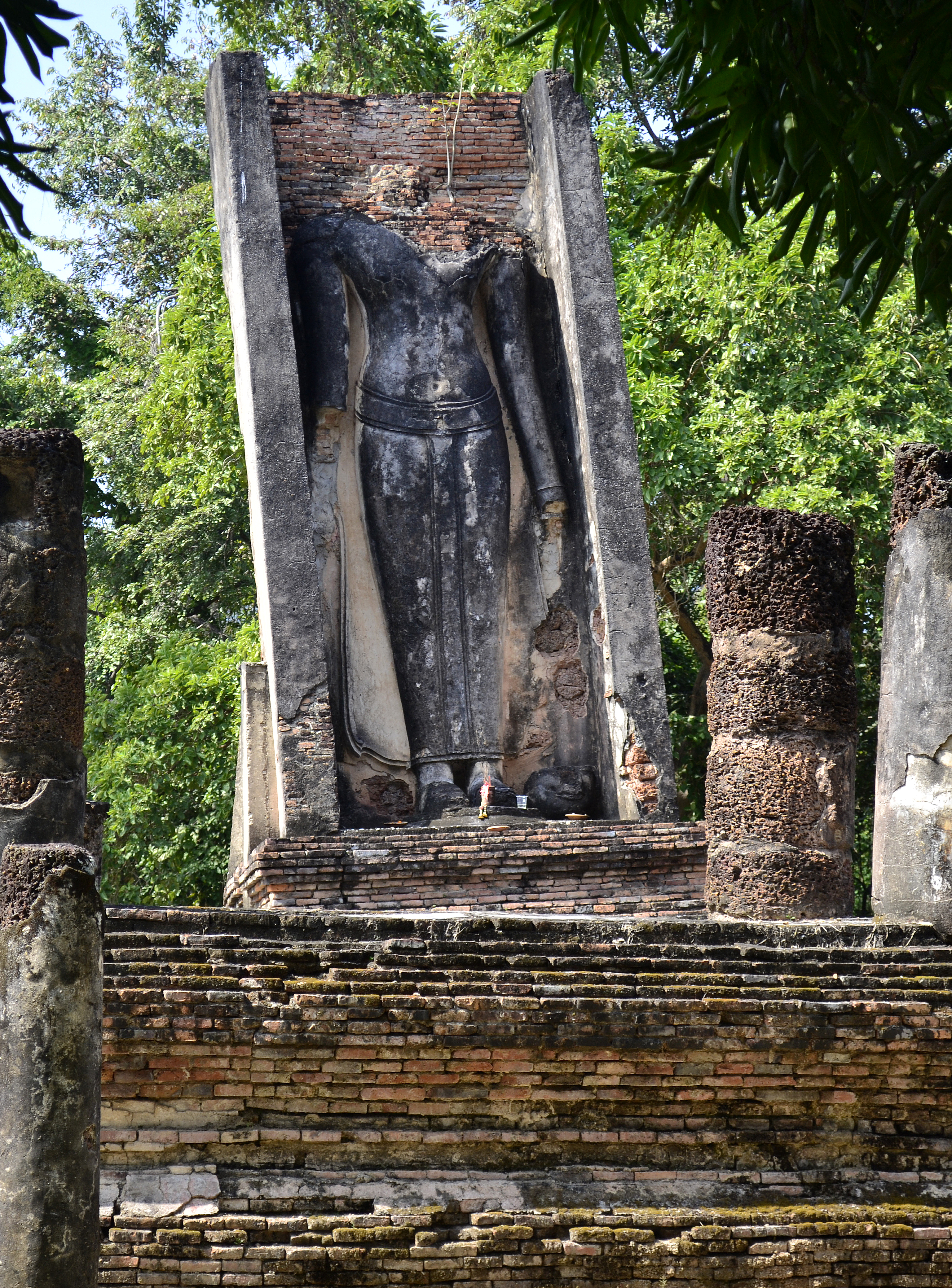
Die namensgebende Buddha-Statue

Von der buddhistischen Tempelanlage Wat Phra Yuen (thailändisch วัดพระยืน – Tempel des Stehenden Buddha) ist nur noch die Ruine erhalten. Sie liegt in Sukhothai, Provinz Sukhothai in der Nordregion von Thailand.

## Lage
Der Wat Phra Yuen ist Teil des Geschichtsparks Sukhothai, er liegt in bewaldeten Hügeln etwa 2,5 Kilometer westlich des O-Stadttores (ประตูอ้อ – Pratu O) außerhalb der Alten Stadt (Mueang Kao – เมืองเก่า) von Sukhothai.

## Allgemeines
Die buddhistischen Theravada-Mönche (Bhikkhus) jener Zeit lassen sich anhand ihrer Lebensweise in zwei Gruppen einteilen.
Die eine Gruppe bevorzugte es, die Lehren des Buddha, die Tipitaka zu studieren. Für sie war es zweckmäßig, in den Klöstern innerhalb der Stadt zu leben. Sie wurden darum „Stadtmönche“ (Kamawasi, พระสงฆ์คามวาสี) genannt.
Die andere Gruppe bevorzugte es, sich in Achtsamkeit zu üben und zu meditieren. Sie lebten oft in Klöstern außerhalb der Städte in ruhigen Waldgebieten (Aran – อรัญญ์) und wurden daher „Waldmönche“ (Aranyawasi – พระสงฆ์อรัญญวาสี) genannt. Sie waren die Vorbilder der späteren thailändischen Waldtradition. Da die Hügel westlich der Alten Stadt von einem lichten Wald bestanden waren, lebten hier die Waldmönche in etwa einem Dutzend, auf den Hügeln verstreuten liegenden Tempeln.

## Sehenswürdigkeiten
Auf dem kleinen Tempelgelände gibt es diese Sehenswürdigkeiten:
- Von der großen, stehenden Buddha-Statue in den typischen Sukhothai-Proportionen fehlt heute der Kopf. Sie befindet sich in einer Ordinationshalle (Ubosot) in einer Nische aus Ziegeln. Einige der Grenzsteine (Bai Sema) aus Schiefer sind noch erhalten.
- Östlich davon sind die Überreste einer Versammlungshalle (Wihan) mit Säulenresten zu sehen.